# Гі де Бланшфор
Гі де Бланшфор (1446  - 1513 рр.)  — 42-й Великий магістр лицарів-госпітальєрів (з 1512 р. до 1513 р.).

## Біографія
Гі де Бланшфор був другим сином Гі де Бланшфора III та його дружини Суверен д'Обюссон, молодшої сестри П'єра д'Обюссона — 40-го великого магістра ордену лицарів-госпітальєрів (з 1476–1503 рр.). Він рано приєднався до ордену, а згодом користувався захистом і просуванням свого дядька. Напис в церкві Сен-Жан де Бурганеф, датований 1486 роком, свідчить, що він був командором Мортеролеса (Крез), а потім командувачем у війні за Кіпр. Після того, як його дядька було обрано великим магістром у червні 1476 року, Гі змінив його  на посаді великого пріора Оверні. У лютому 1480 р. Бланшефорту було доручено здійснити поїздку до Людовика XI та Папи Сікста IV, щоб зібрати у Франції та Європі кошти, зброю та боєприпаси для підготовки оборони Родосу від османського нападу.
У вересні 1482 р. П'єр д'Обюссон довірив своєму племіннику завдання утримувати османського принца Джема, який знайшов притулок у госпітальєрів на Родосі, під вартою у Франції. Спочатку Джем був ув'язнений поблизу Ніцци, потім у Дофіне, в Мортеролесі і, нарешті, з 1486 по 1488 рік в'язнем у вежі в Бурганефі, яка була спеціально побудована відповідно до вказівок Бланшфорта. У листопаді 1488 року Бланшфор привів в'язня до Риму, де в березні 1489 року передав Папі Інокентію VIII в якості політичного заручника. Натомість П'єр д'Обюссон отримав від Папи Римського звання кардинала.
У червні 1499 р. біля західного узбережжя Греції з’явився турецький флот під керівництвом Капудан паші Дауда, який намагався здійснити напад на низку венеційських баз на Пелопоннесі (Метоні, Короні, Навпліон та ін.). Французька ескадра, підсилена трьома кораблями з ордену під керівництвом Гі де Бланшфора, в липні приєдналася до венеційського флоту під керівництвом Антоніо Гримані, щоб відрізати шлях турецькому флоту. Перші бойові дії в серпні відбулися на користь об’єднаних християнських сил. З другої спроби, 20 серпня, османи спробували вторгнутися в затоку Патраїкос. Французька ескадра з караками під керівництвом Бланшфора була в авангарді, проте Гримані відізвав свої венеційські кораблі. (Гримані був звинувачений у державній зраді у Венеції, втік до Риму, але став дожем Венеції через 22 роки).
Капудан Паша Дауд, який, незважаючи на великі втрати, все ще командував чисельно більшою армадою, тоді зумів дістатися до затоки та висадитись на берег захопивши низку венеційських баз. Все, що залишилось Бланшфорту, - це відплисти на Родос.

### Великий магістр ордену
У 1512 році, коли він перебував у штаб-квартирі Великого пріоріату Оверні в Бурганефі, Генеральний конвент Ордену на Родосі обрав його Великим магістром, наступником Емері д'Амбуаза, який, у свою чергу, змінив П'єра д'Обюссона. Бланшфор помер 24 листопада 1513 року пливши на Родос поблизу острова Закінф. Його останки були привезені і поховані на Родосі в церкві Святого Іоанна.